# Faena taurina
En tauromaquia se llama faena en sentido general al ejercicio que hace el diestro, siendo ella mejor y más lucida, cuando mejor ejecuta las respectivas suertes de que consta el toreo. En sentido más estricto es la brega que, pasando de muleta, ejecuta el matador, antes de estoquear al toro.
La faena de campo no es menos interesante que la de plaza: "Mucha diversión ofrece, dice Sánchez de Neira (Diccionario Taurómaco, Madrid, 1896) un herradero donde los aficionados hacen gala de su atrevimiento ante el testuz de un ternero; todavía es mayor el de la tienta; pero entre todas las faenas ninguna hay más hermosa y gallarda que la de perseguir a caballo, en campo abierto y garrocha en mano, a un toro ya hecho, bien sea para derribarle, enlazarle o apartarle del resto de la vacada, sacándole de ella y a otros seis ú ocho sucesivamente, á fin de escoger y componer con todos una corrida próxima a ser lidiada."